# 가오청융
가오청융(高承勇, 1964년 11월 10일 ~ 2019년 1월 3일)은 중국의 범죄자다.

## 생애
1964년 11월 10일 중국 간쑤성 위중현에서 태어났다. 2018년 가오청융은 중국 법원에서 강도죄, 고의 살인죄, 강간죄, 시체 유기죄로 사형을 선고받은 전력이 있다.

## 사건
1988년부터 2002년까지 14년간 바이인시 일대에서 11명의 부녀자를 연쇄적으로 성폭행한 뒤 살해한 바이인 시 연쇄살인사건의 범인이다. 2016년 8월 26일, 중화인민공화국 공안부는 범인 가오청융을 검거했다. 검찰은 가오청융을 강도죄, 고의 살인죄, 강간죄, 시체 유기죄 등의 죄목으로 기소했고, 1심은 2017년 7월 18일에 비공개로 진행되었다. 그는 2002년까지 무려 14년간 11명의 여성을 살해했다. 주로 젊은 여성을 대상으로 강간과 살인을 저질렀고, 피해자 중에는 8세 소녀도 있었다. 당시 희생자 대부분은 붉은색 옷을 입고 있었던 것으로 알려졌다.

## 수사
중국 공안당국은 가오청융에게 살해당한 여성들의 시신에서 이미 정액은 확보했다. 그러나 바이인 시에 호적을 둔 남성을 대상으로 수사하는 바람에 란저우시 위중현에 호적을 둔 가오청융은 수사 대상이 아니었고 그래서 체포되지 않았다. 계속되는 수사실패 끝에 중국 공안당국은 수사 방법을 바꿔서 사건 당시 실제 바이인 시에 살고 있는 남성을 대상으로 수사를 재개했고 결국 정액의 DNA와 가오청융의 DNA가 일치한다는 결론을 냈다. 그렇게 오랜 수사끝에 가오청융을 체포하는데 성공했다.

## 재판
가오청융은 2016년 8월 검거된 뒤 검찰의 심문 결과 1988년 5월 23세 여성을 첫 희생자로 14년간 여성 11명을 살해한 사실을 자백했다. 환구시보 등에 따르면 중국 간쑤성 중급인민법원은 1988년부터 2002년까지 14년간 바이인시 일대에서 11명의 부녀자를 연쇄적으로 성폭행한 뒤 살해한 가오청융에 대한 공개 재판에서 강도죄, 고의 살인죄, 강간죄, 시체 유기죄 등을 적용해 2018년 3월 30일 사형 판결을 내렸다. 마침내 2019년 1월 3일 사형이 집행되었다. 향년 56세.

## 같이 보기
- 살인의 추억
- 잭 더 리퍼